# Цатурова, Сусанна Карленовна
Суса́нна Карле́новна Цатурова (род. 1958, Москва) — российский историк-медиевист. Доктор исторических наук, ведущий научный сотрудник отдела западноевропейского Средневековья и раннего Нового времени ИВИ РАН.

## Биография
Училась на истфаке МГУ (в 1975—1981) и специализировалась по кафедре истории средних веков; дипломировалась у проф. Н. А. Хачатурян. С 1981 по 1998 год работала в Государственной публичной исторической библиотеке России, являлась завотделом. В 1990 г. на истфаке МГУ защитила кандидатскую диссертацию «Парижский парламент в первой трети XV в. (по „Дневникам“ секретарей суда)» (научный руководитель проф. Н. А. Хачатурян). С 1998 г. работает в Институте всеобщей истории, с 2006 года член ученого совета института. В 2010 г. защитила там докторскую диссертацию «Формирование института государственной службы во Франции XIII—XV веков». Публиковалась в «Вестнике СПбГУ», "Proslogion: Проблемы социальной истории и культуры средних веков и раннего Нового времени". Автор БРЭ.
С 2000 года — член редколлегии и ответственный секретарь периодического издания «Средние века».
Автор монографий «Формирование института государственной службы во Франции XIII—XV веков» (М.: Наука, 2012. 622 с.) и «Офицеры власти. Парижский парламент в первой трети XV века» (М.: Логос, 2002. 384 с.) {Рец.: О. И. Нуждин, Ю. П. Крылова}. Др. работы:
- Европейский феномен сословного представительства в творческом наследии Нины Александровны Хачатурян